# David Huussen
Pour les articles homonymes, voir Huussen.
David Huussen né le 7 mai 2001, est un joueur néerlandais de hockey sur gazon. Il évolue au poste d'attaquant au HC Klein Zwitserland et avec l'équipe nationale néerlandaise.

## Carrière
Il a été appelé en équipe nationale première en 2022.

## Palmarès
- : 1er à la Ligue professionnelle 2021-2022.